# Castelsagrat
Castelsagrat è un comune francese di 554 abitanti situato nel dipartimento del Tarn e Garonna nella regione dell'Occitania.

## Società

### Evoluzione demografica
Abitanti censiti